# 文丁镇
文丁（马来语：Mantin，英语：Mantin）是马来西亚森美兰州的一个小镇。它是芙蓉通往吉隆坡以前必经的据点。

## 历史
文丁以往被称为沙都（Setul），以往Setul有一间警察局，它的原址是文丁镇八条石（Batu Lapan）。至今在文丁仍可找到一些名为沙都的地区，例如Mukim Setul，Sungai Setul等。以往文丁的锡矿事业是由一名华人老板管理，集团名为广生号。  

### 名字由来
由于这里盛产很多锡米，所以欧洲人就把这里称为Many Tin，意即有很多锡米。由于当时从中国来的劳工不会准确地发音，所以久而久之就演变成了Mantin。

### 地方由来
大约在1860年左右，一群从芙蓉Kampung Pantai 来的马来人来到沙都（原址于现今文丁的Batu Lapan，即八条石），并在这里栽种蔬菜与水果。之后，由于文丁被英国人发现蕴藏着大量的锡，所以英国人以土地和金钱的交换方式，说服这些马来人从沙都搬迁至另一地区，即现今文丁的马来甘邦（Kampung Mantin）

### 早期
在1880年左右，这里就被英国人发现蕴藏着丰富的锡米。 之后，英国人就运输大量的中国劳工或芙蓉的华人来这里开采锡矿。 起初中国劳工就负责采锡米，而印度人则在大园丘里工作。文丁最早的村子就是客家村，这里也是安定劳工们的住所。接着下来，就有了广府村，以及新村。在开辟文丁时，英国人也运来大量的印度工人以开辟园丘，并在园丘栽种大量的橡胶树与油棕树。当时印度工人主要负责替英国人割胶、栽种植物、开辟园丘等。从中国来的中国人则负责采锡、从事商业活动等，而马来人则在甘邦地区种植稻米。当时文丁的情况就犹如当时的马来亚一样，都是英国人实行的种族分割政策，目的是防止所有民族团结一致。由于文丁有着被大山包围的地理优势，所以这里被视为逃难的地方。在1860年，甲必丹盛明利因为党的纠纷不幸地被杀了，而他的后代就逃去了文丁。他的曾孙目前就居住在此。 1903年前，由于文丁的地理环境的因素，导致文丁很难与主要的道路链接。直到1903年，通往吉隆坡与芙蓉之间的铁路完工了。这一条铁路之间链接了Batang Benar小镇，由于Batang Benar距离文丁不远，因此在文丁西部打开了经济之门。[5]在那段时期，英国人带来了大量的挖泥船以开采锡矿，文丁的经济也起飞了起来。1890年左右，这里建了一间锡克教堂。而一间天主教堂则在1901年时建造。

### 二战时期
在二战时期，日军在知知港展开大屠杀，杀死了当地百姓一千四百七十四人。期间，许多华人开始迁居这里，而大部分是从知知港逃难来的。
1942年农历二月初六，日本兵在文丁的万福利胶园将村民捆绑起来，集合在空地上，以武士刀进行大屠杀。其原因是在案发数天前，有数名竊贼欲在该处造案而被发现，被村民痛打一顿。这数名竊贼事后心有不甘，向日军诬告该处村民时常接济共产党，结果带来一场大浩劫。1984年，該事件经文丁中华义山委员会多方面探查后終被揭发，并且在一位年老村民带领下，成功在文丁新村通玲京路郊外的密丛里挖掘出一大汽油桶，內裡載滿该事件罹难者的骸骨。

## 地理
文丁的海拔约80米，北部与Beranang和玲京连接，东南与芙蓉连接，而西边则与汝来连接。文丁山多平地少，周围的山大多已被发展为农业。文丁平坦的地区位于文丁街上、客家村、文丁甘邦（马来语Kampong，即乡村）等。

### 气候
| 文丁                     | 文丁    | 文丁    | 文丁    | 文丁    | 文丁    | 文丁    | 文丁    | 文丁    | 文丁    | 文丁    | 文丁    | 文丁    | 文丁    |
| 月份                     | 1月     | 2月     | 3月     | 4月     | 5月     | 6月     | 7月     | 8月     | 9月     | 10月    | 11月    | 12月    | 全年    |
| ------------------------ | ------- | ------- | ------- | ------- | ------- | ------- | ------- | ------- | ------- | ------- | ------- | ------- | ------- |
| 平均高温 °C（°F）        | 32 (90) | 33 (91) | 33 (91) | 33 (91) | 33 (91) | 32 (90) | 32 (90) | 32 (90) | 32 (90) | 32 (90) | 31 (88) | 31 (88) | 32 (90) |
| 平均低温 °C（°F）        | 22 (72) | 22 (72) | 23 (73) | 23 (73) | 23 (73) | 23 (73) | 23 (73) | 23 (73) | 23 (73) | 23 (73) | 23 (73) | 22 (72) | 23 (73) |
| 平均降雨天数（≥ 1.0 mm） | 3       | 3.6     | 5.7     | 7.8     | 6.8     | 6.5     | 6.5     | 6.5     | 8.3     | 8.4     | 9.1     | 5       | 77.2    |
| 来源1：Accuweather       |         |         |         |         |         |         |         |         |         |         |         |         |         |
| 来源2：Yahoo!Weather     |         |         |         |         |         |         |         |         |         |         |         |         |         |

## 人口
文丁大约有15,000人口，主要族群是马来族 ，华族，印度族，有少数的锡克族。 马来人多数分布在文丁的马来甘邦（Mantin Dalam），也有的在花园住宅区（Taman Perumahan）居住。华人则大多居住在文丁新村、街上或花园住宅区。印度人旧时大部分居住在文丁园丘（又称Estate），由于英国人管理的园丘种植生意随着马来西亚的独立而结束，导致印度人被迫离开园丘。如今全部印度人已离开园丘，大部分居住在花园住宅区。

## 教育

### 小学
- 文丁中华小学 SJK(C) Chung Hua Mantin
- 文丁启智小学 SJK(C) Chi Chi Mantin
- 文丁国民型小学 SK Mantin
- 文丁淡米尔小学 SJK(T)Ladang Cairo Mantin

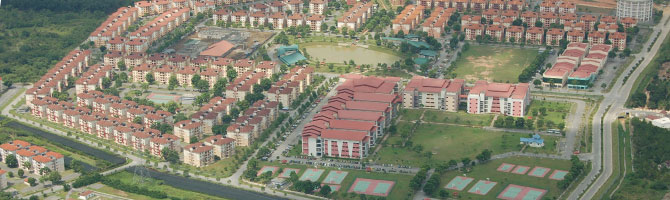
文丁大学城

### 中学
- 国民中学 SMK Mantin （页面存档备份，存于）

### 大学
文丁有五个大学机构，即:
- Kolej Universiti Linton (Linton College University) （页面存档备份，存于）
- Institut Teknologi Pertama (Pertama Institute of Technology) （页面存档备份，存于）
- Institut Jati (Jati Institute) （页面存档备份，存于）
- Institut Sains Perubatan Mantin (Institute of Medical Science Mantin)
- Kolej Legenda (Legenda College) （页面存档备份，存于）

### 私人学校
- Kolej Tuanku Ja'afar (College Of Tuanku Ja'afar) （页面存档备份，存于）

## 经济
以往大部分的文丁人从事锡矿业，如今从事种植业、餐饮业、商店等等。文丁早于1970年代期，便是芙蓉通往吉隆坡的必经的据点，后来因芙隆高速公路的建竣启用，文丁从璀灿转为平淡。
文丁与汝来接壤，距离雪州的双溪龙或加影仅有十数分钟的行驶路程。由于吉隆坡发展迅速，再加上开通了加影--芙蓉高速公路——加芙大道（LEKAS，马来语：Lebuhraya Kajang Seremban)，以致近年来文丁的发展非常迅速。四周兴建了许多房屋以及商店。多年來，文丁的地价随着市场化及地价重估而一路飙升，几年前一亩地约值10万令吉，现在疯涨超过一倍，地价比芙蓉一些较滞后发展的地段还贵。

## 宗教
文丁华人大部分信仰佛教，少数信仰基督教或天主教。马来人则信仰回教，而大部分印度人信仰印度教，少数信仰回教。文丁有许多佛庙、回教堂、印度庙、基督教堂、一间天主教堂、以及一间锡克教堂。

## 安全
文丁有一间警察局，这间警察局是目前与汝来区合并的。

## 医疗
文丁有一间政府型诊所。虽然文丁只是个小镇，但镇上的诊所有5间诊所以及2间西药房，2间中药房。

## 交通

### 公路
文丁是芙蓉通往吉隆坡的必经的据点，北部的道路连接士毛月（Semenyeh）、加影市（Kajang），南部连接芙蓉、西部道路通往汝来（Nilai）、吉隆坡国际机场。要方便的话，则可选择文丁的加芙高速公路，全名为加影--芙蓉高速公路（LEKAS,Lebuhraya Kajang Seramban）。

### 铁路
文丁没有铁路服务，可使用最近的芙蓉铁路，大约15分钟车程。国际城市路线可南下柔佛以及新加坡，北上吉隆坡、怡保、及泰国，轻快铁路线则可通往吉隆坡、万挠及怡保。或者也可乘搭距离文丁10km的Batang Benar轻快铁。

### 航空
吉隆坡国际机场距离文丁不远，大约38公里，只需约大半个小时的车程。从文丁北上经过汝来（Nilai）即可抵达位于雪邦（Sepang）的吉隆坡国际机场。

### 巴士
文丁是来往雪兰莪加影市以及芙蓉巴士的每日必经之路，欲使用巴士服务可乘搭CityLiner Route 818号，从文丁抵达芙蓉的收费是RM2.00，从文丁抵达加影则是RM3.60（2011年五月时的单程车票费用）。

## 美食

### 水果
在众多水果当中，最驰名的非榴莲莫属。
- 榴莲
- 波罗蜜
- 杨桃
- 火龙果

### 食物
- 位于文丁巴刹后面的“拉渣面”（意即：肮脏面）是来文丁必尝之美食，“拉渣面”也是文丁最驰名的美食。“啦渣面”的配料有炸肉丸、自制叉烧、猪红等。
- 位于文丁小贩中心内的丽蓉包店也是远近驰名的，特点是所有包点和点心都是自制的，是许多到访文丁的人的必尝美食。
- 位于文丁12条石的“老屋烧鱼”（意即：由老屋改建而成）是文丁的晚餐首选。在文丁老屋一边回意过往，一边吃着美味的烧鱼，炭烧鸡翅膀，猪肉串再搭配独有的辣椒酱，到访文丁的人必须尝试。
- 此外文丁的炒粿条与酿豆腐也是相当驰名。

## 地区
- Taman Akasia
- Taman Andalas
- Taman Asoka
- Taman Bunga Raya 大红花花园
- Taman Bukit Belian
- Taman Bukit Jelutong
- Taman Bukit Mantin
- Taman Bukit Saga
- Taman Desa 彩虹花园
- Taman KS
- Taman Kenanga
- Taman Mantin
- Taman Medang
- Taman Orkid 胡姬花园
- Taman Permai Jaya
- Taman Pelangi Indah
- Taman Putra Mantin
- Taman Pinggiran Bayu
- Taman Ros 玫瑰花园
- Taman Ru
- Taman Seraya
- Taman Setul 市都花园
- Taman Sri Angsana
- Taman Sri Damar
- Taman Sri Mawar
- Taman Tong Seng 东升花园
- Kampung Atap
- Kampung Baharu Mantin
- Kampung Mantin
- Mantin Dalam